# Kadettflamman
Kadettflamman är en amerikansk komedifilm från 1942 i regi av Billy Wilder. Manus skrevs av Wilder och Charles Brackett och baserades på pjäsen Connie Goes Home från 1923 av Edward Childs Carpenter. Filmen var den första amerikanska Wilder regisserade efter att ha skrivit manus till ett flertal framgångsrika filmer.

## Rollista
- Ginger Rogers - Susan
- Ray Milland - Philip Kirby
- Rita Johnson - Pamela Hill
- Robert Benchley - Albert Osborne
- Diana Lynn - Lucy Hill
- Edward Fielding - Oliver Slater Hill
- Frankie Thomas - kadett Osborne
- Norma Varden - Mrs. Osborne